# Judgment Day (2003)
Judgment Day (2003) foi um evento de luta profissional promovido pela World Wrestling Entertainment (WWE) em formato pay-per-view. Aconteceu em 18 de maio de 2003 no Charlotte Coliseum em Charlotte, Carolina do Norte, sendo patrocinado pela Clearasil. Este foi o quinto evento na cronologia do Judgment Day e o quinto pay-per-view de 2003 no calendário da WWE. Contou com a participação dos lutadores dos programas Raw e SmackDown!.

## Resultados
| Nº                                          | Resultados | Estipulações                                             | Tempo |
| ------------------------------------------- | --- | -------------------------------------------------------- | ----- |
| Heat                                        | The Hurricane derrotou Steven Richards                                                                          | Luta individual                                          | 2:58  |
| 1                                           | John Cena e The Full Blooded Italians (Chuck Palumbo e Johnny Stamboli) derrotaram Chris Benoit, Rhyno e Spanky | Luta de trios                                            | 3:58  |
| 2                                           | La Résistance (Sylvain Grenier e René Duprée) derrotou Test e Scott Steiner (com Stacy Keibler)                 | Luta de duplas                                           | 6:19  |
| 3                                           | Eddie Guerrero e Tajiri derrotou Team Angle (Shelton Benjamin e Charlie Haas) (c)                               | Luta de escadas pelo WWE Tag Team Championship           | 14:18 |
| 4                                           | Christian derrotou Val Venis, Booker T, Chris Jericho, Lance Storm, Test, Rob Van Dam, Kane e Goldust           | Battle royal pelo vago WWE Intercontinental Championship | 11:38 |
| 5                                           | Torrie Wilson derrotou Sable                                                                                    | Bikini Contest                                           | N/A   |
| 6                                           | Mr. America (com Zach Gowen) derrotou Roddy Piper (com Sean O'Haire)                                            | Luta individual                                          | 4:58  |
| 7                                           | Kevin Nash derrotou Triple H (c) por desqualificação                                                            | Luta individual pelo World Heavyweight Championship      | 7:25  |
| 8                                           | Jazz (c) (com Theodore Long) derrotou Victoria (com Steven Richards), Trish Stratus e Jacqueline                | Luta Fatal 4-Way pelo WWE Women's Championship           | 4:48  |
| 9                                           | Brock Lesnar (c) derrotou Big Show                                                                              | Luta de macas pelo WWE Championship                      | 15:27 |
| (c) – Refere-se aos campeões antes da luta. | |                                                          |       |